# Howardia stricklandi
Howardia stricklandi är en insektsart som beskrevs av Williams 1960. Howardia stricklandi ingår i släktet Howardia och familjen pansarsköldlöss. Inga underarter finns listade i Catalogue of Life.